# Unkanodes (Unkanodes) latespinosa
Unkanodes (Unkanodes) latespinosa is een halfvleugelig insect uit de familie Delphacidae. De wetenschappelijke naam van deze soort werd voor het eerst geldig gepubliceerd in 1957 door Dlabola.